# Kotani Hiroki
Hiroki Kotani (sinh ngày 25 tháng 4 năm 1993) là một cầu thủ bóng đá người Nhật Bản.

## Sự nghiệp câu lạc bộ
Hiroki Kotani đã từng chơi cho Grulla Morioka.